# Leptostigma arnottianum
Leptostigma arnottianum là một loài thực vật có hoa trong họ Thiến thảo. Loài này được Walp. mô tả khoa học đầu tiên năm 1846.